# Женска репрезентација Русије у хокеју на леду
Женска репрезентација Русије у хокеју на леду (рус. Женская сборная России по хоккею с шайбой) национални је тим у хокеју на леду који представља Руску Федерацију на такмичењима на међународној сцени. Делује под ингеренцијама Хокејашког савеза Русије који је пуноправни члан Међународне хокејашке федерације. Надимак репрезентације је Велика црвена машина (швед. Большая красная машина).
Најбољи пласман женске репрезентације Русије на ранг листи ИИХФ је 4. место, први пут остварен по окончању такмичарске 2013. године.

## Историјат
Женска сениорска репрезентација Русије у хокеју на леду формирана је током 1993. године, а прве међународне утакмицаме одигране су већ наредне године. Прву званичну утакмицу Рускиње су одиграле 1. априла 1994. у канадском Брамптону, противник је била селекција Швајцарске, а Рускиње су у тој утакмици забележиле тесан пораз резултатом 1:2.
Прве званичне такмичарске утакмице одиграли су на првенству Европе дивизије Б 1995. у Данској. Рускиње су на том првенству оствариле све победе и тако се пласирале у елитну дивизију у којој су наредне госине освојиле и прву званичну медаљу у историји − сребрну. Од 1997. руска репрезентација је редовни учесник светских првенстава на којима су до сада освојене три бронзане медаље (на првенствима 2001, 2003. и 2016. године).
На Зимским олимпијским играма је руски женски тим дебитовао на ЗОИ 2002. у Солт Лејку, а пето место освојено на том олимпијском турниру уједно је и најбољи пласман у историји на олимпијским турнирима. Због скандала са допингом и позитивног код чак шест играчица, руски женски тим је у децембру 2017. и званично дискавлификован са ЗОИ 2014. чији је домаћин био управо руски Сочи. Сви резултати руске репрезентације на том турниру су поништени, а тим је званично дисквалификован. Због допинга је руски тим на ЗОИ 2018. наступио под неутралном заставом МОК-а.